# Приморско-горанский союз
«Приморско-горанский союз» (хорв. Primorsko goranski savez) — хорватская региональная политическая партия Приморско-Горанской жупании.
Партия была организована в городе Риека под названием «Риечский демократический союз» (Riječki demokratski savez, RiDS). После победы на местных выборах в 1992 году партия расширила свою деятельность на остальную часть Приморско-Горанской жупании и сменила название на современное.
На парламентских выборах 2003 года «Приморско-горанский союз», выступавший в составе коалиции с Хорватской народной партией и Хорватской партией Славонии и Бараньи, сумел провести одного депутата.
Перед парламентскими выборами 2007 года «Приморско-горанский союз» объявил о создании «Жёлто-зелёной коалиции» с Хорватской крестьянской партией, Хорватской социал-либеральной партией, Демократической партией Загорья и Загорской партией. Коалиция выступила не очень удачно, проведя всего 8 депутатов, все от Крестьянской и Социально-либеральной партий.